# Gennadij Perepadenko
Gennadij Aleksandrovič Perepadenko (in russo Геннадий Александрович Перепаденко?, in ucraino Геннадій Олександрович Перепаденко?, Hennadij Oleksandrovyč Perepadenko; Zaporižžja, 16 giugno 1964) è un ex calciatore ucraino, fino al 1991 sovietico.

## Statistiche

### Cronologia presenze e reti in Nazionale
| Cronologia completa delle presenze e delle reti in nazionale ― Unione Sovietica | Cronologia completa delle presenze e delle reti in nazionale ― Unione Sovietica | Cronologia completa delle presenze e delle reti in nazionale ― Unione Sovietica | Cronologia completa delle presenze e delle reti in nazionale ― Unione Sovietica | Cronologia completa delle presenze e delle reti in nazionale ― Unione Sovietica | Cronologia completa delle presenze e delle reti in nazionale ― Unione Sovietica | Cronologia completa delle presenze e delle reti in nazionale ― Unione Sovietica | Cronologia completa delle presenze e delle reti in nazionale ― Unione Sovietica |
| Data                                                                            | Città                                                                           | In casa                                                                         | Risultato                                                                       | Ospiti                                                                          | Competizione                                                                    | Reti                                                                            | Note                                                                            |
| ------------------------------------------------------------------------------- | ------------------------------------------------------------------------------- | ------------------------------------------------------------------------------- | ------------------------------------------------------------------------------- | ------------------------------------------------------------------------------- | ------------------------------------------------------------------------------- | ------------------------------------------------------------------------------- | ------------------------------------------------------------------------------- |
| 21/11/1990                                                                      | Port of Spain                                                                   | Stati Uniti                                                                     | 0 – 0                                                                           | Unione Sovietica                                                                | Carib B.W.I.A. Triangular Soccer Series 1990                                    | -                                                                               | 46’                                                                             |
| 23/11/1990                                                                      | Port of Spain                                                                   | Trinidad e Tobago                                                               | 0 – 2                                                                           | Unione Sovietica                                                                | Carib B.W.I.A. Triangular Soccer Series 1990                                    | -                                                                               | 60’                                                                             |
| 30/11/1990                                                                      | Città del Guatemala                                                             | Guatemala                                                                       | 0 – 3                                                                           | Unione Sovietica                                                                | Amichevole                                                                      | -                                                                               |                                                                                 |
| Totale                                                                          |                                                                                 | Presenze                                                                        | 1                                                                               |                                                                                 | Reti                                                                            | 0                                                                               |                                                                                 |